# Haitianisch-mongolische Beziehungen
Die haitianisch-mongolischen Beziehungen beschreiben das bilaterale Verhältnis zwischen der Republik Haiti einerseits und der Mongolei andererseits.
Die im Jahr 1804 von Frankreich unabhängig gewordene Republik Haiti und die im Jahr 1992 aus der Mongolischen Volksrepublik entstandene Mongolei unterhalten seit 2014 diplomatische Beziehungen. Die diesbezügliche gemeinsame Erklärung wurde am 14. Januar 2014 von den Leitern der Ständigen Vertretungen beider Länder bei den Vereinten Nationen in New York unterzeichnet.
Weder auf diplomatischer noch auf konsularischer Ebene wurden Auslandsvertretungen im jeweils anderen Land eingerichtet.
Die formalisierten Beziehungen zeigten weder bei politischen noch wirtschaftlichen oder kulturellen Themen Ansätze bilateraler Zusammenarbeit.